# Riccia bifurca
Riccia bifurca là một loài rêu trong họ Ricciaceae. Loài này được Hoffm. mô tả khoa học đầu tiên năm 1795.